# Statgraphics
Statgraphics —  пакет статистики, який виконує та пояснює основні та просунуті статистичні функції. Програмне забезпечення було створено в 1980 році доктором Нейлом Полемюсом, професором статистики в Прінстонському університеті. Остання версія програми Statgraphics «Centurion XVII» була випущена восени 2014 року.
Зокрема, STATGRAPHICS Plus for Windows — комп'ютерна система планування експерименту, яка істотно змінила практику моделювання. Якщо раніше це вважалося сферою обмеженого кола кваліфікованих професіоналів у математичній статистиці, то нині планування стало доступне широкому колу фахівців в інших галузях знань, зокрема в техніці й технологіях. Працюючи з модулем планування експерименту Design of Experiment (DOE), дослідник отримує повну впевненість в тому, що проведений ним статистичний аналіз даних здійснюється найбільш коректним чином. Модуль DOE автоматично проводить дослідника через весь цикл планування експерименту. DOE допомагає сформулювати критерій оптимальності плану експерименту, пропонує ряд оптимальних планів і наводить всі необхідні табличні та графічні викладки на кожному етапі проведення експерименту. 
У STATGRAPHICS включений весь спектр графічних процедур, які дозволяють підбирати, а також ясно і точно простежувати особливості аналізованого матеріалу, починаючи від карт Парето і до тривимірних поверхонь відгуку різного виду. При цьому всі графічні відображення є інтерактивними. Можна (як в автоматичному, так і ручному режимах) підібрати найбільш ілюстративні малюнки та графіки експериментальних планів, у супроводі відповідних чисельних результатів. Модуль планування експерименту програми STATGRAPHICS Plus for Windows надає повний набір різних типів планів, у яких враховуються взаємодії аналізованих факторів по восьмий порядок включно. 
Statgraphiks включає експертну консультаційну систему StatAdvisor, що допомагає інтерпретувати результати і виявляти вади в проведеному аналізі, що дозволяє говорити про модуль DOE як про високорозвинений інструмент, що істотно підвищує ефективність статистичної обробки експериментальних даних, планування експерименту.